# Carl Axel Pettersson
Carl Axel Pettersson (n. 13 aprilie 1874, Mönsterås, Comitatul Kalmar, Suedia – d. 31 mai 1962, Stockholm, Suedia) a fost un jucător de curl ce a reprezentat Suedia, medaliat olimpic. A participat la o ediție a Jocurilor Olimpice (1924) în care a câștigat o medalie de argint.

## Participări
Lista de mai jos prezintă principalele competiții la care a participat Carl Axel Pettersson de-a lungul carierei.
- Curling la Jocurile Olimpice de iarnă din 1924